# 青磁社
青磁社（せいじしゃ）は、歌集・歌書の出版を専門とする日本の出版社。歌人・永田淳によって2000年に起こされた。同社ホームページ上で2006年から2010年まで「週刊時評」を連載（2006-2008は大辻隆弘・吉川宏志、2008-2010は松村由利子・川本千栄・広坂早苗）したほか、不定期に「青磁社通信」を発行している。「シリーズ牧水賞の歌人たち」を出版。
なお、同名の出版社として昭和初期に歌集出版などを手掛けた青磁社〈第一次〉（堀辰雄の著作などを出版した）、昭和40年代頃に詩集出版をメインに歌集も手掛けた青磁社〈第二次〉（『壺井繁治全集』などを出版した）が存在する。直接の関係は有しないものの、〈第三次〉青磁社としての「使命」を掲げている。

## 主要作品
- 河野裕子『歌集　歩く』2001年。刊行第一作。第6回若山牧水賞、第12回紫式部文学賞。ISBN 978-4-901529-00-6
- 青磁社編『いま、社会詠は』[注釈 1]ISBN 9784861980725
- 『岡部桂一郎全歌集』[注釈 2]第59回読売文学賞。ISBN 978-4-86198-071-8
- 永田和宏編『高安国世アンソロジー』（没後25周年記念）ISBN 978-4-86198-132-6
- 『永田和宏作品集Ⅰ』[注釈 3]第40回現代短歌大賞。ISBN 978-4-86198-382-5

## 受賞作品

### 短歌
- 岡部桂一郎『歌集　一点鐘』2002年。第37回迢空賞、第18回詩歌文学館賞。ISBN 978-4-901529-34-1
- 河野裕子『歌集　母系』第43回迢空賞、第20回斎藤茂吉短歌文学賞。ISBN 978-4-86198-107-4
- 河野裕子『歌集　蝉声』日本一行詩大賞。ISBN 978-4-86198-177-7
- 永田和宏『歌集　夏・二〇一〇』日本一行詩大賞。ISBN 978-4-86198-209-5
- 伊藤一彦『歌集　待ち時間』第5回小野市詩歌文学賞。ISBN 978-4-86198-213-2
- 前田康子『歌集　窓の匂い』第5回佐藤佐太郎短歌賞。ISBN 978-4-86198-397-9
- 大口玲子『歌集　ザベリオ』第12回小野市詩歌文学賞。ISBN 978-4-86198-434-1
- 北辻一展『歌集　無限遠点』第47回現代歌人集会賞、第66回現代歌人協会賞。ISBN 978-4-86198-505-8

- 大辻隆弘『アララギの脊梁』第8回日本歌人クラブ評論賞、第12回島木赤彦文学賞。ISBN 978-4-86198-094-7

### 俳句
- 山口昭男『句集　木簡』第69回読売文学賞。ISBN 978-4-86198-381-8
- 岡田一実『句集　記憶における沼とその他の在処』第11回小野市詩歌文学賞。ISBN 978-4-86198-408-2
- 宇多喜代子『句集　森へ』第61回毎日芸術賞、第18回俳句四季大賞。ISBN 978-4-86198-418-1

### その他（装幀）
- 川口真理『句集　双眸』造本装幀コンクール審査員奨励賞。ISBN 978-4-86198-286-6